# Eugeniusz Faber
Pour les articles homonymes, voir Faber.
Eugeniusz Faber,  né le 6 avril 1939 à Chorzów en Pologne et mort le 24 septembre 2021 à Liévin en France, est un footballeur international polonais évoluant au poste d'attaquant, reconverti dans la direction d'une école de football à Liévin.
Eugeniusz Faber commence le football dans sa ville de Chorzów et s'engage au Ruch Chorzów. Au sein du club, il joue en première division polonaise et obtient deux titres de champion de Pologne, en 1960 et 1968. Il intègre également l'équipe nationale et dispute 36 rencontres pour 11 buts. Rejoignant la France en 1971, il s'engage au RC Lens, évoluant en deuxième division. Champion de France de D2 en 1973, Faber est meilleur buteur du championnat cette saison et évolue ensuite en première division pour ses deux dernières saisons en professionnel. Il est finaliste de la Coupe de France avec Lens en 1975, perdue face à l'AS Saint-Étienne.

## Biographie

### Carrière de joueur

#### En club
Natif de Chorzów, Faber travaille tout d'abord en tant que mineur à partir de 1954 et intègre alors le club de football de la compagnie minière. Ses performances amènent le Ruch Chorzów à s'intéresser à lui et à le recruter en 1959. Jouant au plus haut niveau du football polonais, il remporte avec son club le titre national en 1960 puis à nouveau en 1968. En 1971, le club recrute Michal Vičan au poste d'entraîneur. Celui-ci souhaite faire plus de place à des jeunes joueurs dans l'effectif et ne souhaite pas garder Faber ce qui amène son départ. En Pologne, Faber est surnommé Ojgą.
Dans ce contexte où Faber est disponible, Henri Trannin, recruteur du Racing Club de Lens qui l'a repéré, le fait venir en France pour s'engager avec le club sang et or,, alors en deuxième division. Faber est connu des dirigeants lensois depuis un match amical disputé par les deux clubs en 1961. Son compatriote Ryszard Grzegorczyk rejoint également le RC Lens. Pour sa première saison, Faber atteint avec son club la demi-finale de la Coupe de France. Opposé en match aller-retour au Sporting Étoile Club Bastia, Lens est battu à l'aller en Corse 3-0. La victoire au retour au stade Bollaert 2-0 où Faber ouvre le score ne suffit pas à empêcher l'élimination des Lensois,. En 1973, l'équipe de Lens prend la tête du groupe A à l'issue de la dernière journée aux dépens de Boulogne, parvient à remporter le titre de champion et est promue en première division. Cette équipe est surnommée « l'équipe des Polonais » en raison de la présence de plusieurs joueurs de nationalité polonaise et de descendants d'immigrants polonais. Les chefs de file en sont Faber et Grzegorczyk. Faber est meilleur buteur du championnat avec 21 réalisations. Bien intégré dans le club, Faber vit entouré par une population essentiellement d'origine polonaise qui communique avec lui en Polonais. Ainsi, malgré ses efforts pour apprendre le Français, il ne maîtrise pas cette langue 2 ans après son arrivée et bénéficie pour la traduction de l'aide de son entraîneur, Arnold Sowinski.
La saison 1974-1975 du RC Lens est marquée par son parcours en Coupe de France. Lens atteint la finale pour la deuxième fois après 1948 en ayant notamment battu le Paris Saint-Germain en demi-finale. Cette rencontre, disputée au stade Auguste-Delaune de Reims voit Faber inscrire deux buts dans le temps réglementaire et Lens s'imposer 3-2 en prolongations à la suite d'une réalisation de Casimir Zuraszek,,. En finale, Faber et ses coéquipiers sont dominés 2-0 par l'AS Saint-Étienne, qui finit également championne de France cette saison, sur deux buts d'Oswaldo Piazza et Jean-Michel Larqué. Lors de son passage à Lens, Faber est surnommé Géniek en raison de son prénom et de « coups de génie » dont il peut faire preuve sur le terrain.
Son dernier but avec le RC Lens en première division, contre Saint-Étienne le 29 mai 1975, permet alors à Eugeniusz Faber d'être le joueur lensois le plus âgé à avoir marqué à ce niveau. Cette statistique tient jusqu'en mars 2021, date à laquelle Yannick Cahuzac lui succède.

#### En sélection
Faber intègre l'équipe nationale en 1959. Sa première sélection a lieu le 8 novembre 1959 contre la Finlande dans le cadre de la qualification pour les Jeux olympiques de 1960 disputés à Rome. Le match est remporté par la Pologne 6-2. La sélection se qualifie pour ces Jeux et Faber est retenu dans la sélection olympique mais ne dispute aucune rencontre. Sa dernière sélection se déroule le 7 septembre 1969 contre les Pays-Bas pour une victoire polonaise 2-1. Il dispute avec sa sélection 36 rencontres et inscrit 11 buts.

### Après-carrière
À la fin de sa carrière, Faber rentre en Pologne et entraîne des équipes de troisième division. Il effectue un voyage en France en décembre 1981. Pendant ce voyage, l'état de siège est instauré en Pologne et Faber décide de demeurer en France. Il s'installe à Liévin. Employé par cette commune, il dirige l'école de football du club local de l'USA Liévin entre 1982 et 1997 et prend sa retraite en 2004. Resté proche des anciens joueurs devenus entraîneurs lensois Arnold Sowinski et Joachim Marx, Faber meurt le 24 septembre 2021 à Liévin,. Un terrain synthétique porte son nom dans cette commune depuis 2015,.

## Caractéristiques
Faber est un ailier gauche dont les points forts sont sa vitesse, sa capacité à dribbler et déborder ainsi que la précision de son tir, mais aussi par la façon dont il joue de manière correcte,.

## Palmarès
Avec le Ruch Chorzów, Eugeniusz Faber est champion de Pologne en 1960 et en 1968. Avec le RC Lens, il est champion de France de deuxième division en 1973 et finaliste de la Coupe de France en 1975.

## Distinction personnelle
- Meilleur buteur du groupe A de Division 2 en 1973 (21 buts) avec le RC Lens

## Statistiques
| Saison                | Club                  | Championnat           | Championnat | Championnat | Coupe(s) nationale(s) | Coupe(s) nationale(s) | Total | Total |
| Saison                | Club                  | Division              | M.          | B.          | M.                    | B.                    | M.    | B.    |
| 1971-1972             | Racing Club de Lens   | National              | 17          | 8           | -                     | -                     | 17    | 8     |
| 1972-1973             | Racing Club de Lens   | Division 2            | 33          | 21          | -                     | -                     | 33    | 21    |
| 1973-1974             | Racing Club de Lens   | Division 1            | 33          | 5           | -                     | -                     | 33    | 5     |
| 1974-1975             | Racing Club de Lens   | Division 1            | 22          | 10          | -                     | -                     | 22    | 10    |
| Total sur la carrière | Total sur la carrière | Total sur la carrière | 105         | 44          | -                     | -                     | 105   | 44    |